# Blitz (magazine)
Pour les articles homonymes, voir Blitz (homonymie).

Blitz est un magazine mensuel portugais fondé en novembre 1984, consacré à la musique moderne, en particulier le rock mais aussi le metal, la pop et la musique électronique.
Depuis juin 2006 il est devenu format magazine car depuis sa création Blitz était un journal[style à revoir].
Le directeur éditorial est Miguel Francisco Cadete.
Blitz a souvent fait des articles sur :
- Metallica
- The Cure
- The Rolling Stones
- The Police
- Queen
- Pink Floyd.